# Werner Meißner (Jurist)

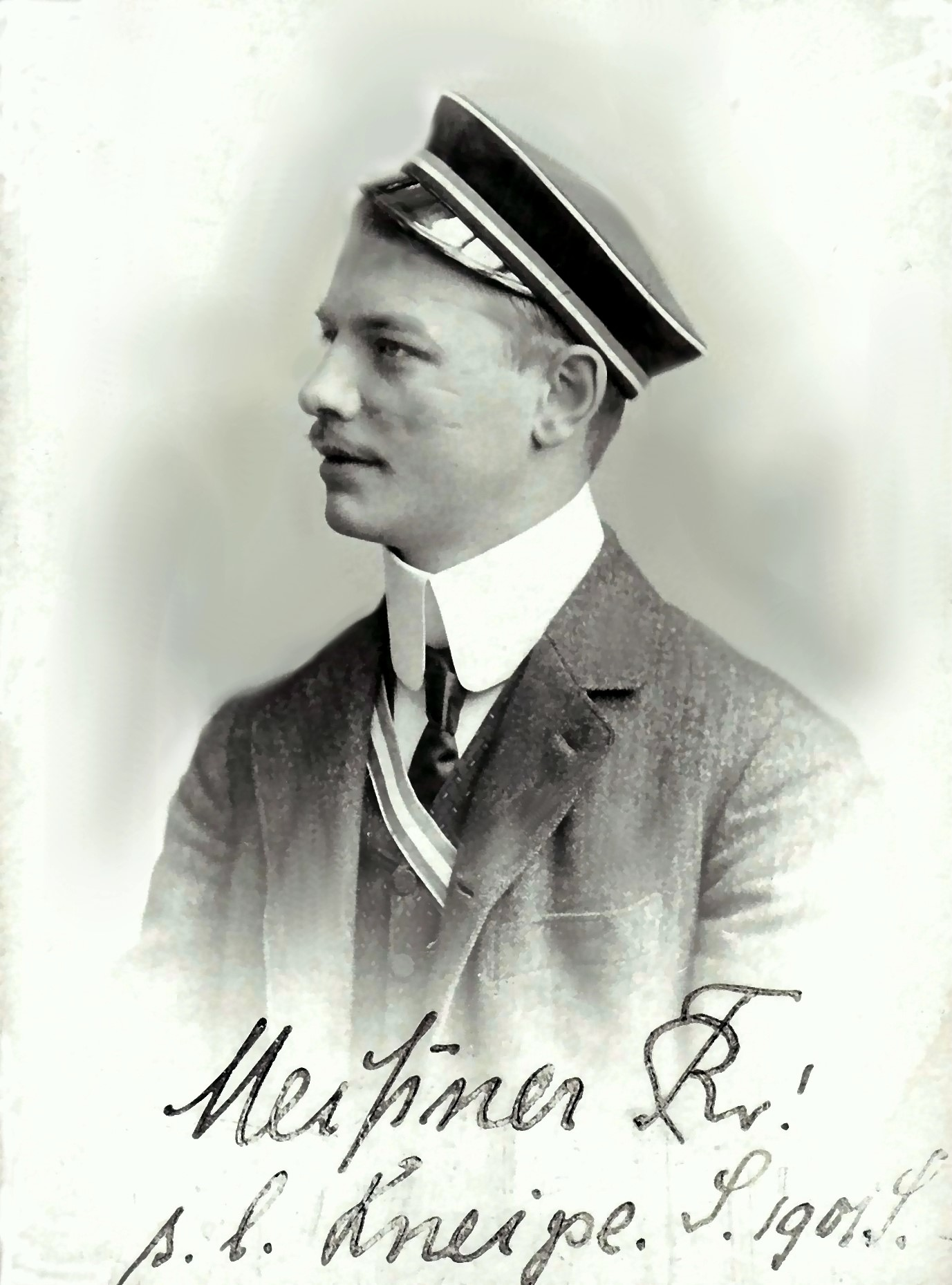
Werner Meißner

Werner Meißner (* 12. Juni 1882 in Frankfurt am Main; † 9. September 1962 ebenda) war ein deutscher Staatsanwalt.

## Leben
Meißner studierte Rechtswissenschaften in Freiburg und Münster. Er wurde Staatsanwalt beim Landgericht Frankfurt am Main. Dort war er 1931/32 Ankläger im berühmten Prozess gegen die Direktoren der 1929 zusammengebrochenen Frankfurter Allgemeine Versicherungs AG (FAVAG) wegen Betrugs, Konkursvergehens und Bilanzverschleierung. Die Anklage baute auf Erkenntnissen einer aktienrechtlichen Sonderprüfung auf, die der Aufsichtsrat gegen den Vorstand der FAVAG veranlasst hatte. Die Anklageschrift umfasste 400 Seiten und wurde von umfangreichen Sachverständigengutachten gestützt. Der FAVAG-Skandal um den Generaldirektor Paul Dumcke gilt heute als einer der Auslöser der Weltwirtschaftskrise.
1933 wurde er Oberstaatsanwalt beim Landgericht Wiesbaden, 1937 beim Landgericht Köln. Seit dem 1. August 1944 war er als Nachfolger von Willy Rahmel als Generalstaatsanwalt in Braunschweig tätig. Seine Tätigkeit dort wurde durch den Bombenangriff auf Braunschweig am 15. Oktober 1944, von dem auch die Justizbauten stark betroffen waren, erheblich beeinträchtigt. Meißner wurde im Mai 1945 von der britischen Militärregierung als Generalstaatsanwalt suspendiert und am 9. Juli 1945 im Einvernehmen mit der Militärregierung der Britischen Besatzungszone als Direktor der Justizvollzugsanstalt Wolfenbüttel eingesetzt. Neuer Generalstaatsanwalt in Braunschweig wurde 1945 der Sozialdemokrat Curt Staff, der 1933 als Landgerichtsrat von den Nationalsozialisten nach den Bestimmungen des Gesetzes zur Wiederherstellung des Berufsbeamtentums aus dem Dienst entfernt worden war.
Keinen Monat später wurde er auf Veranlassung der Militärregierung verhaftet und interniert. Ihm wurde vorgeworfen, Akten zu Todesurteilen von Nacht- und Nebel-(NN)-Gefangenen vernichtet zu haben. Bei diesen handelte es sich um belgische und französische Staatsbürger, für deren Angelegenheiten nach dem alliierten Besatzungsrecht keine Jurisdiktion deutscher Gerichte gegeben war. Nach dem formal konsequenten Freispruch ging der deutsche Ankläger in Revision. Am 26. Februar 1947 wurde Meißner „wegen Fehlens der deutschen Gerichtsbarkeit“ durch den Strafsenat des Oberlandesgericht Braunschweig unter Vorsitz des Präsidenten Bruno Heusinger wiederum freigesprochen. Die ausschließlich zuständigen Alliierten klagten Meißner vor ihren zuständigen Gerichten nicht an und Meißner wurde vielmehr in der Kategorie V entnazifiziert.

## Corpsstudent

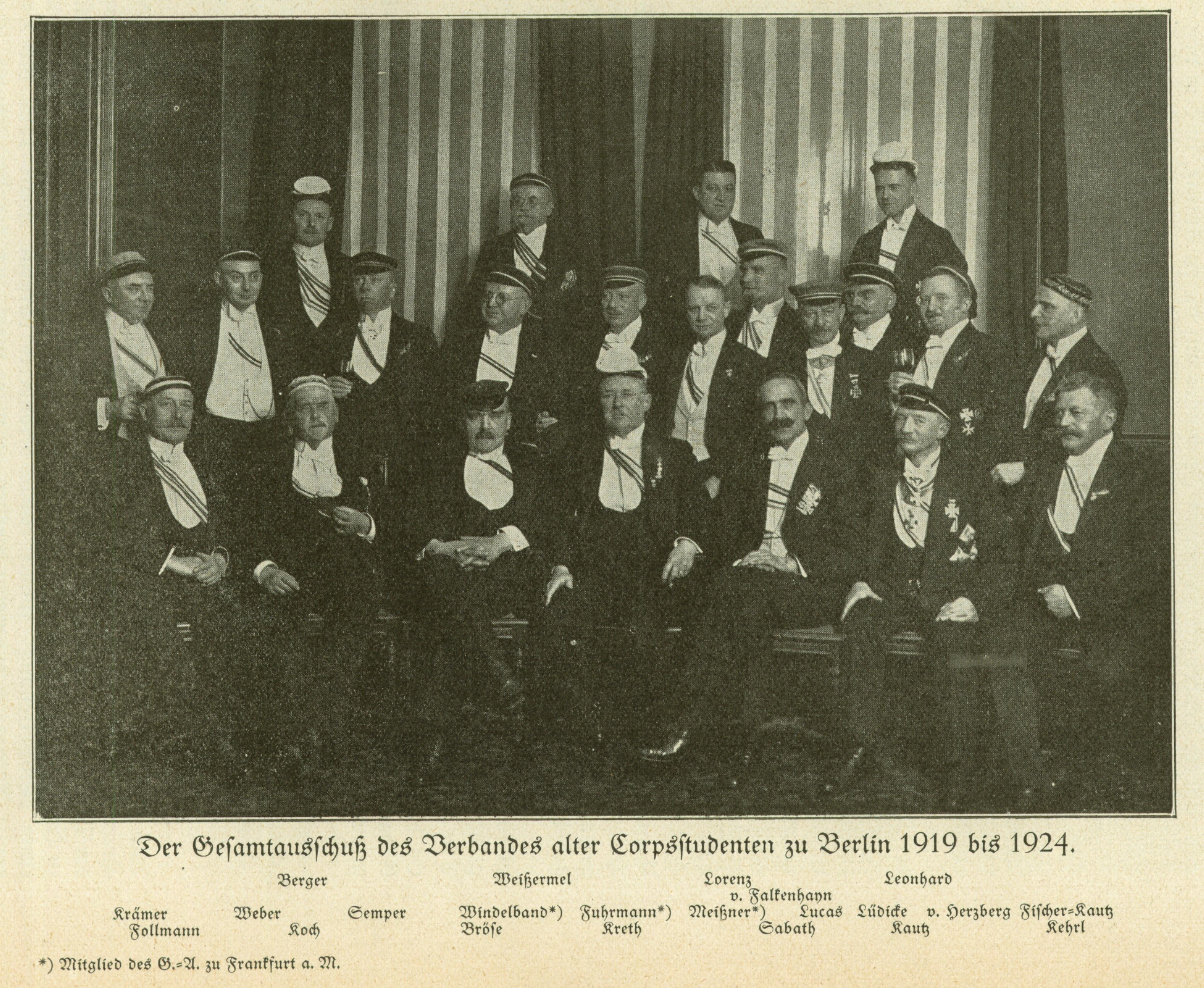
Meißner im Gesamtausschuss des VAC

Seit 1901 war Meißner Mitglied des Corps Rhenania Freiburg. Das Corps verlieh ihm später die Ehrenmitgliedschaft. 1905 war er Vorsitzender des Kösener Congresses. 1909 wurde er in Münster das 20. Mitglied des neu gestifteten Corps Rheno-Guestphalia. Von 1920 bis 1924 saß er im Berliner Gesamtausschuss des VAC. Von 1921 bis 1933 war er Herausgeber der Deutschen Corpszeitung und von 1925 bis 1933 Erster Vorsitzender des VAC-Vorstandes.

## Schriften
- Verzeichnis der Band- und Corpsschleifeninhaber 1820–1920: Corps Rhenania zu Freiburg im Breisgau. Englert & Schlosser, Frankfurt a. M. 1920, DNB 361212445.
- mit Fritz Nachreiner: Handbuch des deutschen Corpsstudenten. Verlag der Deutschen Corpszeitung, Frankfurt a. M. 1925, OCLC 162696316.